# Caminata sobre fuego

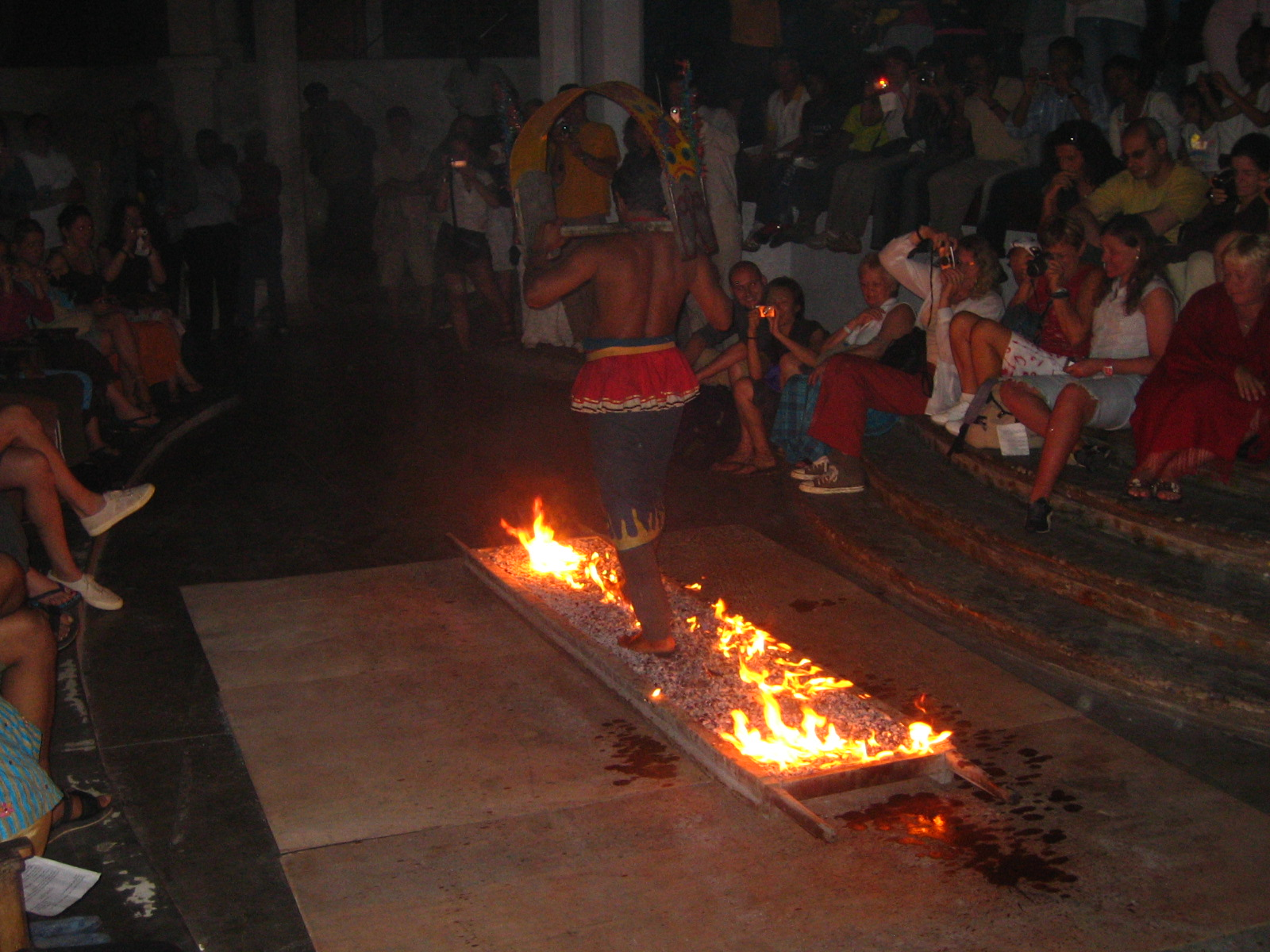
Caminata de fuego en Sri Lanka

La caminata sobre fuego o caminata de fuego es el acto de caminar descalzo sobre una cama de brasas encendidas. 
La caminata de fuego ha sido practicada por muchas personas y culturas en todas partes del mundo, con la referencia más antigua conocida remontándose a la Edad del Hierro en el subcontinente Indio - c. 1200 a. C. A menudo se usa como un rito de iniciación, como una prueba de la fuerza y el coraje de un individuo, o en la religión como una prueba de la fe del individuo.
La física moderna ha explicado el fenómeno, concluyendo que la cantidad de tiempo que el pie está en contacto con el suelo (las brasas) no es suficiente para provocar una quemadura, lo cual combinado con el hecho de que las brasas no son buenos conductores de calor permite la caminata.

## Historia
La caminata de fuego ha existido durante varios miles de años, con registros que datan de 1200 a. C. Las culturas de todo el mundo, desde Grecia hasta China, utilizaron el firewalking para los ritos de curación, iniciación y fe.
La caminata de fuego también es practicada por: 
- El clan Sawau en la isla de Beqa, a 10 kilómetros (6,2 mi) al sur de Viti Levu en las Islas Fiji.[5][6][7][8] El fenómeno fue examinado en 1902 cuando ya era una atracción turística, con una "Explicación probable del misterio".[9]
- Cristianos ortodoxos orientales en partes de Grecia (ver Anastenaria) y Bulgaria (ver nestinarstvo), durante algunas fiestas religiosas populares.[10][11]
- Tribus en la Polinesia las cuales han sido documentadas en revistas científicas (con imágenes y cantos) entre 1893 y 1953.[12]

## Persistencia de la práctica y funciones
Los teóricos sociales han argumentado durante mucho tiempo que la realización de eventos colectivos intensamente excitantes, como la caminata sobre fuego, persiste porque cumple una función socializadora básica, como la cohesión social, la formación de equipos, etc. Emile Durkheim atribuyó este efecto a la noción teorizada de efervescencia colectiva, por la cual la excitación colectiva resulta en un sentimiento de unión y asimilación. Un estudio científico realizado durante un ritual de caminata de fuego en el pueblo de San Pedro Manrique, España, mostró ritmos cardíacos sincronizados entre los artistas de la caminata de fuego y los espectadores que no la realizaban. En particular, los niveles de sincronía dependían de la proximidad social. Esta investigación sugiere que existe una base fisiológica para los rituales religiosos colectivos, a través de la alineación de los estados emocionales, lo que fortalece la dinámica del grupo y forja una identidad común entre los participantes.
Desde el siglo XX, esta práctica se usa a menudo en seminarios corporativos y de formación de equipos así como en talleres de autoayuda como un ejercicio para fomentar la confianza.

## Explicación
Cuando dos cuerpos con diferentes temperaturas se encuentran, el cuerpo más caliente se enfriará y el cuerpo más frío se calentará, hasta que se separen o hasta que se encuentren a una temperatura intermedia. Cuál es esa temperatura, y qué tan rápido se alcanza, depende de las propiedades termodinámicas de los dos cuerpos. Las propiedades importantes son la temperatura, la densidad, la capacidad calorífica específica y la conductividad térmica.
La efusividad térmica nos dice cuánta energía calorífica absorbe o libera un cuerpo en una cierta cantidad de tiempo por unidad de área cuando su superficie está a cierta temperatura. Como el calor absorbido por el cuerpo más frío debe ser el mismo que el calor más caliente, la temperatura de la superficie debe estar más cerca de la temperatura del cuerpo con la mayor efusividad térmica. Los cuerpos en cuestión aquí son pies humanos (que consisten principalmente en agua) y brasas encendidas. David Willey, profesor de física en la Universidad de Pittsburgh en Johnstown, explica que debido a estas propiedades el caminar sobre fuego sin quemarse es explicable en términos de física básica y no es ni sobrenatural ni paranormal. Willey señala que la mayoría de las caminatas de fuego ocurren en carbones con temperaturas registradas de alrededor de 1000 grados Fahrenheit (537,8 °C), pero que una vez grabó a alguien caminando sobre brazas a 1800 grados Fahrenheit (982,2 °C)
Adicionalmente, Jearl Walker ha postulado que caminar sobre brasas calientes con los pies mojados puede aislar los pies debido al efecto Leidenfrost.
Con frecuencia, se pretende que caminar sobre fuego implica que la hazaña requiere la ayuda de una fuerza sobrenatural, una fe fuerte o la capacidad de un individuo para concentrarse en las habilidades de la "mente sobre la materia", pero esto no es el caso.

### Factores que evitan quemarse
- El agua tiene una capacidad calorífica específica muy alta (4.184 J g−1 K−1), mientras que las brasas tienen una muy baja. Por lo tanto, la temperatura del pie tiende a cambiar menos que la del carbón.
- El agua también tiene una alta conductividad térmica, y además de eso, el rico flujo sanguíneo en el pie eliminará el calor y lo propagará. Por otro lado, las brasas tienen una conductividad térmica pobre, por lo que el cuerpo más caliente consiste solo en las partes de las brasas que están cerca del pie.
- Cuando las brasas se enfrían, su temperatura desciende por debajo del punto de inflamabilidad, por lo que dejan de arder y no se genera nuevo calor.
- Los caminates del fuego no pasan mucho tiempo en las brasas, y siguen moviéndose.[23]

### Riesgos al caminar sobre fuego
- Las personas se han quemado los pies cuando permanecieron en el fuego durante demasiado tiempo, habilitando que la conductividad térmica de las brasas tenga efecto.
- Es más probable quemarse al correr a través de las brasas en vez de caminar rápidamente, ya que correr empuja los pies más profundamente dentro de las brasas, lo que provoca que la parte inferior de los pies se queme.
- Los objetos extraños en las brasas pueden provocar quemaduras. El metal es especialmente peligroso ya que tiene una alta conductividad térmica.
- Las brasas que no se han quemado lo suficiente pueden quemar los pies más rápidamente. Las brasas contienen agua, lo que aumenta su capacidad calorífica y su conductividad térmica. El agua ya debe haberse  evaporado cuando comience la caminata de fuego.
- Los pies mojados pueden hacer que las brasas se adhieran a ellos, lo que aumenta el tiempo de exposición.[23]